# Oblast Tomsk
De oblast Tomsk (Russisch: Томская область, Tomskaja oblast) is een oblast (bestuurlijke eenheid) van Rusland.
De oblast ligt in het zuidoosten van het West-Siberisch Laagland, in het zuidwesten van het Federaal District Siberië. De ontwikkeling van het gebied begon vroeg in de 17e eeuw. De stad Tomsk werd gesticht in 1604. Het grootste deel van de oblast is slecht toegankelijk door de aanwezigheid van taiga, bossen en moerassen. De oblast grenst aan de kraj Krasnojarsk en de oblasten Tjoemen, Omsk, Novosibirsk, Kemerovo.
Tomsk is rijk aan grondstoffen, met name olie, aardgas, turf, en ondergronds water. Circa 20% van de West-Siberische bossen zit in de oblast. De industrie brengt bijna de helft van de regionale bnp in het laatje, landbouw draagt 19% bij en constructie 13%. De chemische en olie-industrie zijn het meest ontwikkeld in de regio, gevolgd door machineconstructie. De belangrijkste export-artikelen zijn: olie (62.1%), methanol (30.2%), machines en uitrusting (4.8%).

## Demografie
| 1926    | 1939    | 1959    | 1970    | 1979    | 1989      | 2002      |
| ------- | ------- | ------- | ------- | ------- | --------- | --------- |
| 722.638 | 643.000 | 746.802 | 785.706 | 866.713 | 1.001.653 | 1.046.039 |

## Rivieren
- Ob (Обь)
  - Tom (Томь)
  - Tsjoelym (Чулым)
  - Tsjaja (Чая)
  - Ket (Кеть)
  - Parabel (Парабель)
  - Vasjoegan (Васюган)
  - Tym (Тым)